# 子ども育成学部
子ども育成学部（こどもいくせいがくぶ）とは子ども育成学を教育研究するために2009年より富山国際大学に設置された学部である。
教育内容は教育学と社会福祉学を統合した視点に立って編成された教育課程によるものである。乳幼児期から児童期に至る子どもの育ちを連続的に捉える「保・幼・小の連携」（時間軸）と、子どもの育ちを環境との関係性において捉える「学校（施設）・家庭・地域の連携」（空間軸）の統合をその柱としている。